# Still Waiting
A "Still Waiting" a harmadik kislemez volt az Egyesült Államokban Prince harmadik stúdióalbumáról, a Prince-ről. Az R&B slágerlistán 65. helyig jutott. A dal zongora-centrikus, akusztikus gitárral és szintetizátorral. 
A dalt 1987-ben Rainy Davis feldolgozta és a Sweetheart című albumán megjelentette. A brit Dorothy is feldolgozta, amely a 81. helyig jutott a Brit kislemezlistán.

## Számlista
A kislemez B-oldala a "Bambi" volt. Belgiumban a kislemez B-oldala volt a "Still Waiting", a "Bambi" volt a lemez A-oldala.